# 宇宙亀船
宇宙亀船（うちゅうきせん、朝:우주거북선、英: Space Turtle Ship、Uzu Keobukseon）は、1993年にサムスンより発売されたSUPER ALADDIN BOY/SUPER GAM*BOY用ソフト。セガ・エンタープライゼスよりライセンスを取得した本作は、韓国のみで発売された。
本作は2020年の地球を舞台に、韓国人の双子が宇宙船「宇宙亀船」を操縦し、地球外からの脅威に立ち向かう内容のシューティングゲームである。なお、タイトルにもなった「宇宙亀船」は、韓国の史実において李舜臣が作った現実の亀甲船をモデルにしている。
東亜プランの『鮫!鮫!鮫!』に酷似しているとして、インターネットを通じて盗作疑惑が提起された。